# Demner, Merlicek & Bergmann
Demner, Merlicek & Bergmann, kurz DMB., ist eine österreichische Werbe- und Public Relations-Agentur. Sie wurde 1969 von Mariusz Jan Demner gegründet und ist ein Privatunternehmen mit Sitz in Wien.

## Geschichte
Die Agentur wurde 1969 von Mariusz Jan Demner gegründet. Nach dem Eintritt von Franz Merlicek in das Unternehmen wurde es als Demner & Merlicek bekannt. 1976 trat Harry Bergmann als Werbetexter in die Agentur ein.
Im Jahr 1995 änderte die Agentur ihren Namen in Demner, Merlicek & Bergmann.
Im Jahr 2000 veröffentlichte die Agentur ein Buch über ihre Arbeit in den letzten 30 Jahren mit dem Titel „Schlagobers“. Herausgegeben wurde es von Walter Lürzer, einem österreichischen Unternehmer und Gründer von Lürzer’s Archive.  Im Jahr 2007 machte die Agentur erstmals mehr als 100 Millionen Euro Umsatz.
Im Februar 2015 schied Franz Merlicek, der seine Anteile bereits Ende der 1980er Jahre verkauft hatte, aus dem Unternehmen aus. Im Dezember 2018 gab das Unternehmen bekannt, dass Harry Bergmann nicht mehr als Geschäftsführer im Unternehmen verbleiben wird. Nach seinem Rücktritt wurde sein Anteil an Mariusz Jan Demner verkauft und Bergmann trat im April 2019 zurück.
Im Jahr 2019 wurde die Marke des Unternehmens überarbeitet und die Agentur in DMB. umbenannt. Im Oktober 2020 wurde Michael Lorenz zum Head of Creative Design bei DMB. ernannt. Im selben Monat starteten Demner, Merlicek & Bergmann ihre erste Sendung – den DMB. Impact Talk.
Im Februar 2021 trat Marcello Demner als Leiter des Bereichs Business Development in die Geschäftsführung ein. Seit 2022 ist Marcello Demner gemeinsam mit Moana Merzel und Jürgen Vanicek auch Geschäftsführer.
FLY', der neue kreative Beratungszweig von DMB., wurde im September 2021 von Marcello Demner, Jacky Hamid und Katharina Schmid gegründet. Die Idee hinter der Gründung war es, mehr instrumentelle und detaillierte Strategien für die Wachstumsbedürfnisse der Kunden zu entwickeln. Quellen zufolge konzentriert sich die Einheit auf neue Marketingstrategien wie Marke, Kultur, Vertrieb und Innovation und weniger auf traditionelle Strategien wie Direktwerbung...

## Forschung zur Markenpopularität
Im Jahr 2014 entwickelte DMB. gemeinsam mit dem Institut der Wirtschaftsuniversität Wien ein Instrument, um die Attraktivität von Marken in validen Zahlen und konkreten Maßnahmen zu messen. Ausgehend von der bestehenden Markenbekanntheit sind es vor allem drei Konstrukte, die sich branchenübergreifend auf den „Markenmagnetismus“ bzw. die Popularität auswirken: Reputation, Emotion und Neugierde, wobei jede Komponente zum Markenmagnetismus beiträgt.

## Kunden und bemerkenswerte öffentliche Kampagnen
Demner, Merlicek & Bergmann hat im Laufe der Jahrzehnte zahlreiche Kunden in einer Reihe von europäischen Ländern betreut, darunter Asfinag, Bank Austria, BioBloom, bob, Creditanstalt, Darbo, Heute, Ja! Natürlich, Julius Meinl, Markenartikelverband für Österreich, Frankreich, Dänemark, Merkur,  NEOH, Ports de Monaco, Rewe Group, Stiegl, Volksbank, Vöslauer, VW, Museum für angewandte Kunst Wien Wiener Städtische Versicherung,  WIFI, Wiener Zucker, XXXLutz und viele mehr.

### Kampagne für den Beitritt Österreichs zur Europäischen Union
Demner, Merlicek & Bergmann setzten sich zwei Jahre lang für den Beitritt Österreichs zur EU ein. Anfang 1994 unter der Regierung von Bundeskanzler Franz Vranitzky (Sozialdemokratische Partei Österreichs) und Vizekanzler Erhard Busek (Christlich-konservative Volkspartei, ÖVP) stand die österreichische Bevölkerung dem Beitritt Österreichs zur Europäischen Union sehr skeptisch gegenüber. Demner, Merlicek & Bergmann wurde daher beauftragt, eine Kampagne durchzuführen, die einen positiven Eindruck vom geplanten EU-Beitritt Österreichs vermitteln sollte. DMB. startete eine groß angelegte Kampagne mit dem Slogan „Gemeinsam statt Einsam“. Daraufhin stimmten 66,6 Prozent der Wähler bei einer Wahlbeteiligung von 82,4 Prozent positiv ab. Am 1. Januar 1995, fünf Jahre nach dem formellen Beitrittsantrag, trat Österreich schließlich der EU bei.

### ÖBB-Werbespot mit Michail Gorbatschow
Im Jahr 2000 war der letzte und ehemalige Präsident der UdSSR, Michail Gorbatschow, in einem Werbespot zu sehen, den Demner, Merlicek & Bergmann in Wien für die Österreichischen Bundesbahnen (ÖBB) drehten. Der Slogan lautete „Perestroika in der ÖBB“ und wurde am Bahnhof Wien-Floridsdorf gedreht. Der Spot wurde am 10. Mai 2000 erstmals im ORF ausgestrahlt.

### Kampagne zur Organisation einer öffentlichen Bewegung
Rebranding europäischer Muslime war eine öffentliche Kampagne, die auf der Berlin Biennale 2012 begann und bei einer Galaveranstaltung in Graz fortgesetzt wurde. Die Mission dieser Kampagne war es, den Konflikt um den Islam in Europa zu hinterfragen und zu erforschen. Für die Recherche beauftragte die Soziale Bewegung drei Branding-Agenturen, um die Wahrnehmung der europäischen Muslime bei nicht-muslimischen Europäern zu verändern. Drei Branding-Agenturen nahmen an der Kampagne teil: Demner, Merlicek & Bergmann, Love Tensta und Metahaven. Jeder Vorschlag wurde vor einem Live-Publikum präsentiert, und der Gewinner wurde per Abstimmung ermittelt. Der Gewinner der Kampagne war Demner, Merlicek & Bergmann.

## Auszeichnungen
Die Agentur belegte 2011 den ersten Platz im EFFIE-Ranking im gesamten deutschsprachigen Raum und war 2010 die Nummer 1 im österreichischen Kreativranking. 2008 und 2010 gewann sie alle drei „Top Spot“-Werbepreise in Gold, Silber und Bronze. Im selben Jahr gewann die Kampagne „Ja! Natürlich“ den Bundeswerbepreis in der Kategorie Print/Fremdwerbung und die Kampagne für Mömax den Gesamtpreis.
Die Agentur gewann außerdem nationale und internationale Auszeichnungen bei folgenden Wettbewerben: Cannes Lions, ADC New York, ADC Deutschland, ADC Europa, Eurobest, One Show, John Caples, New York Festiva1, Creativ Club Austria, Effie, Staatspreis Marketing, Staatspreis Werbung u. a.